# FUSC Bois-Guillaume
FUSC Bois-Guillaume (tiếng Pháp: Football Union Sportive et Culturelle Bois-Guillaume) là một câu lạc bộ bóng đá Pháp có trụ sở tại Bois-Guillaume (Seine-Maritime).

## Lịch sử
Nó được thành lập vào năm 1965. Đội thi đấu tại Parc des Cosmonautes, có sức chứa 3.000 người. Màu sắc của câu lạc bộ là màu xanh lá cây và trắng.

## Danh hiệu
| - PH Normandie (1) - Quán quân: 1986 - DHR Normandie (1) - Quán quân: 1989 - DH Normandie (1) - Quán quân: 1997 - Á quân: 1997 - Coupe de Normandie (2) - Quán quân: 2004, 2006 |  | - Đội trẻ - DHR Normandie (1) - Quán quân: 2002 - Đội nữ - DH Normandie féminine (1) - Quán quân: 2006 - Coupe de Normandie féminine (1) - Quán quân: 2007 |  | - Đàn em - Coupe de Normandie Muffsin (1) - Vainqueur: 2008 |